# Машаго Примо
Машаго Примо (итал. Masciago Primo) је насеље у Италији у округу Варезе, региону Ломбардија.
Према процени из 2011. у насељу је живело 244 становника. Насеље се налази на надморској висини од 340 м.

## Становништво
Према резултатима пописа становништва 2011. у општини је живело 290 становника.
| 1936. | 1951. | 1961. | 1971. | 1981. | 1991. | 2001. | 2011. |
| ----- | ----- | ----- | ----- | ----- | ----- | ----- | ----- |
| 159   | 156   | 179   | 157   | 164   | 188   | 272   | 290   |